# Molí de la Bellida
El molí de la Bellida és un edifici al terme municipal d'Horta de Sant Joan (Terra Alta) inclòs a l'Inventari del Patrimoni Arquitectònic de Catalunya. Segons explicacions del propietari actual, el molí s'anomena de la Bellida perquè els seus primers propietaris explotadors va ser la família dels Bellidos de Tortosa; família vinguda d'Osca. Aquesta fou en el seu temps de les més influents i majors propietàries de te terres d'Horta. També ens recorda a la llegenda que diu que en aquest molí hi ha haver una baralla a mort entre els dos moliners, "lo Satret i Mendosa", sortint victoriós "lo Sastret".
Construcció aïllada de planta aparentment rectangular als afores del nucli urbà, concretament al sector sud-est del nucli, amb accés actual a través del camí del convent de Sant Salvador d'Horta. Les ruïnes es troben just al costat del camí, aproximadament entre el nucli urbà i el convent. Edifici d'estil popular de la qual actualment solament queden els murs estructurals de tancament de paredat de pedra que donen al camí d'accés i que en certa manera cerquen l'edificació. Al seu interior es troben els "gins", grans peces verticals de pedra que feien de contraforts i suportaven els contrapesos que comprimien els cofins. També hi ha restes de l'estructura com un pilar de carreus de pedra i altres murs de paredat, de menys alçada.